# مارسلو فریتس
مارسلو فریتس (انگلیسی: Marcelo Freites؛ زادهٔ ۱۲ ژوئیهٔ ۱۹۹۸) بازیکن فوتبال اهل آرژانتین است.
از باشگاه‌هایی که در آن بازی کرده‌است می‌توان به باشگاه فوتبال گودوی کروز اشاره کرد.